# Gazociąg Zachodnioafrykański
Gazociąg Zachodnioafrykański (ang. West African Gas Pipeline, WAGP) – gazociąg dostarczający gaz ziemny z nigeryjskiego regionu Escravos, położonego w delcie Nigru, do Beninu, Togo i Ghany. Jest pierwszym regionalnym rurociągiem transportującym gaz ziemny w Afryce Subsaharyjskiej.

## Historia
Projekt rozpoczął się w 1982 roku, kiedy Wspólnota Gospodarcza Państw Afryki Zachodniej (ECOWAS) zaproponowała wybudowanie gazociągu przez Afrykę Zachodnią. Raport z 1991 roku o dostawach gazu z Nigerii do krajów Afryki Zachodniej opublikowany przez Bank Światowy potwierdził, że projekt może być opłacalny ekonomicznie.
We wrześniu 1995 roku rządy czterech afrykańskich państw podpisały umowę. Studium wykonalności odbyło się w 1999 roku. 11 sierpnia 1999 roku w Kotonu w Beninie podpisano memorandum o porozumieniu, a w lutym 2000 roku zawarto kolejne międzynarodowe porozumienie. Umowa realizacyjna WAGP została podpisana w 2003 roku. Ceremonia rozpoczęcia prac odbyła się w Sekondi-Takoradi w Ghanie 3 grudnia 2004 roku. Budowa rozpoczęła się w 2005 roku.
Budowa przybrzeżnego rurociągu została zakończona w grudniu 2006 roku i miał on funkcjonować już 23 grudnia 2007 roku, ale termin został przełożony po wykryciu nieszczelności rur w Nigerii. Drugi termin zaplanowano na 13 lutego 2008 roku, ale na regularne dostawy trzeba było jeszcze poczekać, gdyż jeden z pracowników wykonawcy Willbros został zabity przez uzbrojonych rabusiów w Nigerii.
Dostawy gazu miały rozpocząć się do końca 2009 roku, po oddaniu do eksploatacji i regulacji stacji w Takoradi i Temie w Ghanie, Lagos w Nigerii, Kotonu w Beninie i Lomé w Togo w maju 2008 roku. Jednak dostawy zostały ponownie przełożone z powodu niewłaściwej ilości wilgoci wewnątrz rurociągu na lądzie. Gazociąg został oddany do użytku dopiero w marcu 2011 roku.
27 sierpnia 2012 roku Gazociąg Zachodnioafrykański został uszkodzony, gdy piraci, którzy próbowali przejąć tankowiec w celu ucieczki przed pościgiem Marynarki Togo, uszkodzili rurociąg kotwicą. Przez prawie rok dostawy gazu do Ghany, Togo i Beninu ustały, co stało się przyczyną poważnych problemów w omawianych krajach.

## Trasa
Gazociąg składa się z trzech odcinków o łącznej długości 678 kilometrów. Długa na 569 kilometrów część przybrzeżna rozpoczyna się terminalem Itoki w południowo-wschodniej Nigerii i biegnie przez wody Beninu, Togo i Ghany równolegle do linii brzegowej. Około 15-20 km gazociągu znajduje się na szelfie na głębokości od 30 do 75 metrów. Nigeryjski odcinek nabrzeżny rurociągu łączy tłocznię w Lagos z posiadanym przez Chevron Corporation systemem rurociągów Escravos-Lagos, który działa od 1989. Być może WAGP zostanie przedłużony do Wybrzeża Kości Słoniowej, a w dłuższej perspektywie nawet do Senegalu.

## Opis techniczny
Średnica lądowej części wynosi 760 mm. Średnica podwodnego gazociągu wynosi 510 mm i może on przesyłać 5 miliardów metrów sześciennych gazu ziemnego rocznie. Rurociąg został zbudowany przez firmę Willbros oraz Bredero Shaw Ltd, które nakładało powierzchnię betonową w obiektach w Temie w Ghanie. Usługi przedodbiorowe zostały wykonane przez BJ Process i Pipeline Services. Koszt budowy gazociągu wyniósł około 974 miliony dolarów, z czego Bank Światowy zagwarantował Ghanie 50 milionów, a Agencja Wielostronnych Gwarancji Inwestycji dała na cały gazociąg 75 milionów gwarancji związanej z ryzykiem politycznym.

## Zarządzanie
Gazociąg należy do West African Gas Pipeline Company Limited (WAGPCo), konsorcjum należącego do Chevron Corporation (36.7%), Nigerian National Petroleum Corporation (25%), Royal Dutch Shell (18%), Volta River Authority z Ghany (16.3%), Société Togolaise de Gaz (SoToGaz - 2%) i Société Beninoise de Gaz S.A. (SoBeGaz - 2%). Dyrektorem zarządzającym firmy jest Walter Perez. Firmą zarządza Chevron Corporation.

## Odbiorcy
W Ghanie, dostarczony gaz będzie używany w elektrowni Takoradi w Aboadze w pobliżu Takoradi, zarządzanej przez Volta River Authority i Takoradi International Company's (TICO).

## Kontrowersje
Grupa ekologów Friends of the Earth wystąpiła z krytyką projektu, po tym, jak lokalne społeczności w Nigerii skarżyły się, że gazociąg może zniszczyć ziemię, pozbawić ludzi środków do życia i zanieczyścić obszary rybackie.